# Heterocyathus hemisphaericus
Heterocyathus hemisphaericus är en korallart som beskrevs av Gray 1849. Heterocyathus hemisphaericus ingår i släktet Heterocyathus och familjen Caryophylliidae.
Artens utbredningsområde är Indiska oceanen. Inga underarter finns listade i Catalogue of Life.